# アストラル・ウィークス
『アストラル・ウィークス』(Astral Weeks) は1968年にリリースされたヴァン・モリソンのスタジオ・アルバム。商業的には大きなセールスを記録しなかったが、専門家の間では非常に高く評価されており、リリースから33年後の2001年にようやくゴールド・ディスクに認定された。
『これが最高！（Critic's Choice Top 200 Albums）』（1979年　クイックフォックス社）英米編では4位、英国の音楽雑誌『MOJO』が1995年に選んだ「The 100 Greatest Albums Ever Made」では2位、『ローリング・ストーン』誌が2003年に大規模なアンケートで選出した「オールタイム・グレイテスト・アルバム500」では19位にランクされている。1999年、グラミーの殿堂入りを果たした。

## 収録曲
全曲ヴァン・モリソン作詞・作曲

### Part 1 - "In The Beginning"
1. アストラル・ウィークス - Astral Weeks - 7:06
2. ビサイド・ユー - Beside You - 5:16
3. スウィート・シング - Sweet Thing - 4:25
4. サイプラス・アヴェニュー - Cyprus Avenue - 7:00

### Part 2 - "Afterwards"
1. 若き恋人たち - The Way Young Lovers Do - 3:18
2. マダム・ジョージ - Madame George - 9:45
3. バレリーナ - Ballerina - 7:03
4. スリム・スロー・スライダー - Slim Slow Slider - 3:17

## 演奏者
- ヴァン・モリソン - ボーカル、アコースティック・ギター
- ジョン・ペイン - フルート、ソプラノ・サックス（B4）
- ジェイ・バーリナー - アコースティック・ギター
- リチャード・デイヴィス - ダブル・ベース
- ウォレン・スミス・ジュニア - パーカッション、ヴィブラフォン
- コニー・ケイ - ドラムズ
- ラリー・ファロン - 弦楽器アレンジ、指揮、ハープシコード（A4）
- バリー・コーンフェルド - アコースティック・ギター（B1）